# Beringsee (Band)
Beringsee ist der Name eines Weimarer Bandprojektes.

## Bandgeschichte
Das Projekt besteht aus Conrad „Conne“ Hoffmann, dem Bassisten der Leipziger Band Die Art, der früher den Bass bei Wissmut spielte, und verschiedenen anderen Künstlern. Hoffmann, ein Absolvent der Weimarer Musikhochschule „Franz Liszt“, ist gleichzeitig der Sänger der Band. Seine markante, dunkle Stimme prägt die Songs der Band.

## Diskografie

### Alben
- 2010: Beringsee, erschienen auf Brachialpop[2]
- 2012: Second to none (UpArt Produktionen)[3]
- 2014: Take my gold (UpArt Produktionen)[4]